# Трауи, Меджди
Меджди Трауи (араб. مجدي تراوي‎; 13 декабря 1983, Сус, Тунис) — тунисский футболист, полузащитник. Выступал в сборной Туниса.

## Карьера

### Клубная
Играть в футбол начал в молодёжной команде «Этуаль дю Сахель». В её составе выигрывал чемпионат и кубок Туниса среди юниоров. С 2002 года играл за основную команду, с которой выиграл практически все возможные титулы как в Тунисе, так и в Африке. В июле 2008 года на правах свободного агента перешёл в австрийский клуб «Ред Булл» из Зальцбурга. В команде закрепиться не смог. Провёл всего 2 матча в чемпионате, выходя на замену, и был отправлен в молодёжную команду. Участвовал в матче розыгрыша Кубка УЕФА сезона 2008/09 против команды «Судува». В январе 2009 года был отдан в аренду клубу «Аль-Вахда» из Саудовской Аравии.

### В сборной
За сборную играет с 2008 года. В составе олимпийской сборной участвовал в футбольном турнире на летних Олимпийских играх 2004 года. Команда Туниса, заняв 3 место в группе, окончила соревнования на стадии группового турнира. В 2008 году участвовал в Кубке африканских наций 2008 года. Забил гол в ворота Сенегала.

## Достижения
- Чемпион Туниса 2006/07
- Чемпион Австрии 2008/09
- Обладатель Кубка лиги Туниса 2005
- Обладатель Суперкубка КАФ 2007
- Победитель Лиги чемпионов КАФ 2007
- Обладатель Кубка Конфедерации КАФ 2006
- Обладатель Кубка обладателей Кубков КАФ 2003
- 4-е место на клубном чемпионате мира по футболу 2007